# 2014-es Formula–1 osztrák nagydíj
Az osztrák nagydíj volt a 2014-es Formula–1 világbajnokság nyolcadik futama, amelyet 2014. június 20. és június 22. között rendeztek meg az osztrák Red Bull Ringen, Spielbergben.

## Szabadedzések

### Első szabadedzés
Az osztrák nagydíj első szabadedzését június 20-án, péntek délelőtt tartották.
| helyezés | versenyző         | csapat/motor         | elért idő | különbség | futott kör |
| -------- | ----------------- | -------------------- | --------- | --------- | ---------- |
| 1        | Nico Rosberg      | Mercedes             | 1:11,295  | −         | 19         |
| 2        | Lewis Hamilton    | Mercedes             | 1:11,435  | +0,140    | 32         |
| 3        | Fernando Alonso   | Ferrari              | 1:11,606  | +0,311    | 23         |
| 4        | Felipe Massa      | Williams-Mercedes    | 1:11,756  | +0,461    | 27         |
| 5        | Jenson Button     | McLaren-Mercedes     | 1:11,839  | +0,544    | 33         |
| 6        | Sergio Pérez      | Force India-Mercedes | 1:12,009  | +0,714    | 33         |
| 7        | Nico Hülkenberg   | Force India-Mercedes | 1:12,072  | +0,777    | 20         |
| 8        | Valtteri Bottas   | Williams-Mercedes    | 1:12,114  | +0,819    | 21         |
| 9        | Kevin Magnussen   | McLaren-Mercedes     | 1:12,313  | +1,018    | 36         |
| 10       | Jean-Éric Vergne  | Toro Rosso-Renault   | 1:12,364  | +1,069    | 30         |
| 11       | Kimi Räikkönen    | Ferrari              | 1:12,365  | +1,070    | 21         |
| 12       | Danyiil Kvjat     | Toro Rosso-Renault   | 1:12,372  | +1,077    | 35         |
| 13       | Daniel Ricciardo  | Red Bull-Renault     | 1:12,570  | +1,275    | 28         |
| 14       | Esteban Gutiérrez | Sauber-Ferrari       | 1:12,984  | +1,689    | 29         |
| 15       | Sebastian Vettel  | Red Bull-Renault     | 1:12,988  | +1,693    | 25         |
| 16       | Romain Grosjean   | Lotus-Renault        | 1:13,168  | +1,873    | 28         |
| 17       | Pastor Maldonado  | Lotus-Renault        | 1:13,642  | +2,347    | 27         |
| 18       | Jules Bianchi     | Marussia-Ferrari     | 1:13,738  | +2,443    | 26         |
| 19       | Max Chilton       | Marussia-Ferrari     | 1:13,857  | +2,562    | 28         |
| 20       | Kobajasi Kamui    | Caterham-Renault     | 1:14,611  | +3,316    | 24         |
| 21       | Adrian Sutil      | Sauber-Ferrari       | 1:14,691  | +3,396    | 9          |
| 22       | Marcus Ericsson   | Caterham-Renault     | 1:17,501  | +6,206    | 8          |

### Második szabadedzés
Az osztrák nagydíj második szabadedzését június 20-án, péntek délután tartották.
| helyezés | versenyző         | csapat/motor         | elért idő | különbség | futott kör |
| -------- | ----------------- | -------------------- | --------- | --------- | ---------- |
| 1        | Lewis Hamilton    | Mercedes             | 1:09,542  | −         | 37         |
| 2        | Nico Rosberg      | Mercedes             | 1:09,919  | +0,377    | 50         |
| 3        | Fernando Alonso   | Ferrari              | 1:10,470  | +0,928    | 40         |
| 4        | Valtteri Bottas   | Williams-Mercedes    | 1:10,519  | +0,977    | 44         |
| 5        | Felipe Massa      | Williams-Mercedes    | 1:10,521  | +0,979    | 39         |
| 6        | Sebastian Vettel  | Red Bull-Renault     | 1:10,807  | +1,265    | 39         |
| 7        | Jenson Button     | McLaren-Mercedes     | 1:10,813  | +1,271    | 44         |
| 8        | Daniel Ricciardo  | Red Bull-Renault     | 1:10,920  | +1,378    | 36         |
| 9        | Kevin Magnussen   | McLaren-Mercedes     | 1:10,936  | +1,394    | 45         |
| 10       | Jean-Éric Vergne  | Toro Rosso-Renault   | 1:10,972  | +1,430    | 39         |
| 11       | Kimi Räikkönen    | Ferrari              | 1:10,974  | +1,432    | 45         |
| 12       | Danyiil Kvjat     | Toro Rosso-Renault   | 1:11,261  | +1,719    | 45         |
| 13       | Sergio Pérez      | Force India-Mercedes | 1:11,296  | +1,754    | 36         |
| 14       | Esteban Gutiérrez | Sauber-Ferrari       | 1:11,491  | +1,949    | 42         |
| 15       | Pastor Maldonado  | Lotus-Renault        | 1:11,765  | +2,223    | 30         |
| 16       | Adrian Sutil      | Sauber-Ferrari       | 1:11,806  | +2,264    | 42         |
| 17       | Nico Hülkenberg   | Force India-Mercedes | 1:11,935  | +2,393    | 39         |
| 18       | Max Chilton       | Marussia-Ferrari     | 1:12,229  | +2,687    | 43         |
| 19       | Romain Grosjean   | Lotus-Renault        | 1:12,262  | +2,720    | 46         |
| 20       | Jules Bianchi     | Marussia-Ferrari     | 1:12,279  | +2,737    | 36         |
| 21       | Kobajasi Kamui    | Caterham-Renault     | 1:12,937  | +3,395    | 24         |
| 22       | Marcus Ericsson   | Caterham-Renault     | 1:13,596  | +4,054    | 48         |

### Harmadik szabadedzés
Az osztrák nagydíj harmadik szabadedzését június 21-én, szombaton délelőtt tartották.
| helyezés | versenyző         | csapat/motor         | elért idő | különbség | futott kör |
| -------- | ----------------- | -------------------- | --------- | --------- | ---------- |
| 1        | Valtteri Bottas   | Williams-Mercedes    | 1:09,848  | −         | 22         |
| 2        | Lewis Hamilton    | Mercedes             | 1:09,898  | +0,050    | 25         |
| 3        | Felipe Massa      | Williams-Mercedes    | 1:09,901  | +0,053    | 21         |
| 4        | Danyiil Kvjat     | Toro Rosso-Renault   | 1:09,927  | +0,079    | 25         |
| 5        | Nico Rosberg      | Mercedes             | 1:09,999  | +0,151    | 31         |
| 6        | Fernando Alonso   | Ferrari              | 1:10,054  | +0,206    | 17         |
| 7        | Daniel Ricciardo  | Red Bull-Renault     | 1:10,392  | +0,544    | 19         |
| 8        | Kevin Magnussen   | McLaren-Mercedes     | 1:10,449  | +0,601    | 23         |
| 9        | Kimi Räikkönen    | Ferrari              | 1:10,488  | +0,640    | 22         |
| 10       | Sebastian Vettel  | Red Bull-Renault     | 1:10,562  | +0,714    | 21         |
| 11       | Nico Hülkenberg   | Force India-Mercedes | 1:10,683  | +0,835    | 22         |
| 12       | Pastor Maldonado  | Lotus-Renault        | 1:10,776  | +0,928    | 26         |
| 13       | Jean-Éric Vergne  | Toro Rosso-Renault   | 1:11,043  | +1,195    | 22         |
| 14       | Romain Grosjean   | Lotus-Renault        | 1:11,103  | +1,255    | 22         |
| 15       | Sergio Pérez      | Force India-Mercedes | 1:11,235  | +1,387    | 18         |
| 16       | Adrian Sutil      | Sauber-Ferrari       | 1:11,294  | +1,446    | 24         |
| 17       | Esteban Gutiérrez | Sauber-Ferrari       | 1:11,558  | +1,710    | 23         |
| 18       | Jules Bianchi     | Marussia-Ferrari     | 1:11,848  | +2,000    | 21         |
| 19       | Kobajasi Kamui    | Caterham-Renault     | 1:12,320  | +2,472    | 23         |
| 20       | Marcus Ericsson   | Caterham-Renault     | 1:12,892  | +3,044    | 27         |
| 21       | Max Chilton       | Marussia-Ferrari     | 1:12,915  | +3,067    | 14         |
| 22       | Jenson Button     | McLaren-Mercedes     | 1:14,237  | +4,389    | 4          |

## Időmérő edzés
Az osztrák nagydíj időmérő edzését június 21-én, szombaton futották.
| helyezés              | rajtszám | versenyző         | csapat/motor         | 1. rész  | 2. rész  | 3. rész    | rajthely   | futott kör |
| --------------------- | -------- | ----------------- | -------------------- | -------- | -------- | ---------- | ---------- | ---------- |
| 1                     | 19       | Felipe Massa      | Williams-Mercedes    | 1:10,292 | 1:09,239 | 1:08,759   | 1          | 19         |
| 2                     | 77       | Valtteri Bottas   | Williams-Mercedes    | 1:10,356 | 1:09,096 | 1:08,846   | 2          | 19         |
| 3                     | 6        | Nico Rosberg      | Mercedes             | 1:09,695 | 1:08,974 | 1:08,944   | 3          | 17         |
| 4                     | 14       | Fernando Alonso   | Ferrari              | 1:10,405 | 1:09,479 | 1:09,285   | 4          | 25         |
| 5                     | 3        | Daniel Ricciardo  | Red Bull-Renault     | 1:10,395 | 1:09,638 | 1:09,466   | 5          | 22         |
| 6                     | 20       | Kevin Magnussen   | McLaren-Mercedes     | 1:10,081 | 1:09,473 | 1:09,515   | 6          | 29         |
| 7                     | 26       | Danyiil Kvjat     | Toro Rosso-Renault   | 1:09,678 | 1:09,490 | 1:09,619   | 7          | 21         |
| 8                     | 7        | Kimi Räikkönen    | Ferrari              | 1:10,285 | 1:09,657 | 1:10,795   | 8          | 23         |
| 9                     | 44       | Lewis Hamilton    | Mercedes             | 1:09,514 | 1.09,092 | idő nélkül | 9          | 15         |
| 10                    | 27       | Nico Hülkenberg   | Force India-Mercedes | 1:10,389 | 1:09,624 | idő nélkül | 10         | 23         |
| 11                    | 11       | Sergio Pérez      | Force India-Mercedes | 1:10,124 | 1:09,754 |            | 15[1]      | 18         |
| 12                    | 22       | Jenson Button     | McLaren-Mercedes     | 1:10,252 | 1:09,780 |            | 11         | 22         |
| 13                    | 1        | Sebastian Vettel  | Red Bull-Renault     | 1:10,630 | 1:09,801 |            | 12         | 15         |
| 14                    | 13       | Pastor Maldonado  | Lotus-Renault        | 1:10,821 | 1:09,939 |            | 13         | 18         |
| 15                    | 25       | Jean-Éric Vergne  | Toro Rosso-Renault   | 1:10,161 | 1:10,073 |            | 14         | 19         |
| 16                    | 8        | Romain Grosjean   | Lotus-Renault        | 1:10,461 | 1:10,642 |            | boxutca[2] | 21         |
| 17                    | 99       | Adrian Sutil      | Sauber-Ferrari       | 1:10,825 |          |            | 16         | 10         |
| 18                    | 21       | Esteban Gutiérrez | Sauber-Ferrari       | 1:11,349 |          |            | 17         | 10         |
| 19                    | 17       | Jules Bianchi     | Marussia-Ferrari     | 1:11,412 |          |            | 18         | 9          |
| 20                    | 10       | Kobajasi Kamui    | Caterham-Renault     | 1:11,673 |          |            | 19         | 10         |
| 21                    | 4        | Max Chilton       | Marussia-Ferrari     | 1:11,775 |          |            | 21[3]      | 10         |
| 22                    | 9        | Marcus Ericsson   | Caterham-Renault     | 1:12,673 |          |            | 20         | 11         |
| 107%-os idő: 1:14,379 |          |                   |                      |          |          |            |            |            |

Megjegyzés
- ↑ 1:  — Sergio Pérez öt rajthelyes büntetést kapott a Kanadai Nagydíjon okozott elkerülhető baleset miatt.[2]
- ↑ 2:  — Romain Grosjean autójában váltót cseréltek, ezért a boxutcából kellett rajtolnia.[3]
- ↑ 3:  — Max Chilton három rajthelyes büntetést kapott a Kanadai Nagydíjon okozott elkerülhető baleset miatt.[4]

## Futam
Az osztrák nagydíj futama június 22-én, vasárnap rajtolt.
| helyezés | rajtszám | versenyző         | csapat/motor         | futott kör | idő/kiesés oka | rajthely  | pont |
| -------- | -------- | ----------------- | -------------------- | ---------- | -------------- | --------- | ---- |
| 1        | 6        | Nico Rosberg      | Mercedes             | 71         | 1:27:54,976    | 3         | 25   |
| 2        | 44       | Lewis Hamilton    | Mercedes             | 71         | +1,932         | 9         | 18   |
| 3        | 77       | Valtteri Bottas   | Williams-Mercedes    | 71         | +8,172         | 2         | 15   |
| 4        | 19       | Felipe Massa      | Williams-Mercedes    | 71         | +17,357        | 1         | 12   |
| 5        | 14       | Fernando Alonso   | Ferrari              | 71         | +18,553        | 4         | 10   |
| 6        | 11       | Sergio Pérez      | Force India-Mercedes | 71         | +28,546        | 15        | 8    |
| 7        | 20       | Kevin Magnussen   | McLaren-Mercedes     | 71         | +32,031        | 6         | 6    |
| 8        | 3        | Daniel Ricciardo  | Red Bull-Renault     | 71         | +43,522        | 5         | 4    |
| 9        | 27       | Nico Hülkenberg   | Force India-Mercedes | 71         | +44,137        | 10        | 2    |
| 10       | 7        | Kimi Räikkönen    | Ferrari              | 71         | +47,777        | 8         | 1    |
| 11       | 22       | Jenson Button     | McLaren-Mercedes     | 71         | +50,966        | 11        |      |
| 12       | 13       | Pastor Maldonado  | Lotus-Renault        | 70         | +1 kör         | 13        |      |
| 13       | 99       | Adrian Sutil      | Sauber-Ferrari       | 70         | +1 kör         | 16        |      |
| 14       | 8        | Romain Grosjean   | Lotus-Renault        | 70         | +1 kör         | bokszutca |      |
| 15       | 17       | Jules Bianchi     | Marussia-Ferrari     | 69         | +2 kör         | 18        |      |
| 16       | 10       | Kobajasi Kamui    | Caterham-Renault     | 69         | +2 kör         | 19        |      |
| 17       | 4        | Max Chilton       | Marussia-Ferrari     | 69         | +2 kör         | 21        |      |
| 18       | 9        | Marcus Ericsson   | Caterham-Renault     | 69         | +2 kör         | 20        |      |
| 19       | 21       | Esteban Gutiérrez | Sauber-Ferrari       | 69         | +2 kör         | 17        |      |
| ki       | 25       | Jean-Éric Vergne  | Toro Rosso-Renault   | 59         | fékhiba        | 14        |      |
| ki       | 1        | Sebastian Vettel  | Red Bull-Renault     | 34         | kiállt         | 12        |      |
| ki       | 26       | Danyiil Kvjat     | Toro Rosso-Renault   | 24         | felfüggesztés  | 7         |      |

## A világbajnokság állása a verseny után
| H   | Versenyzők       | Pont | H   | Konstruktőrök        | Pont |
| --- | ---------------- | ---- | --- | -------------------- | ---- |
| 1.  | Nico Rosberg     | 165  | 1.  | Mercedes             | 301  |
| 2.  | Lewis Hamilton   | 136  | 2.  | Red Bull-Renault     | 143  |
| 3.  | Daniel Ricciardo | 83   | 3.  | Ferrari              | 98   |
| 4.  | Fernando Alonso  | 79   | 4.  | Force India-Mercedes | 87   |
| 5.  | Sebastian Vettel | 60   | 5.  | Williams-Mercedes    | 85   |
| 6.  | Nico Hülkenberg  | 59   | 6.  | McLaren-Mercedes     | 72   |
| 7.  | Valtteri Bottas  | 55   | 7.  | Toro Rosso-Renault   | 12   |
| 8.  | Jenson Button    | 43   | 8.  | Lotus-Renault        | 8    |
| 9.  | Felipe Massa     | 30   | 9.  | Marussia-Ferrari     | 2    |
| 10. | Kevin Magnussen  | 29   | 10. | Sauber-Ferrari       | 0    |

(A teljes táblázat)

## Statisztikák
- Vezető helyen:
  - Felipe Massa: 14 kör (1-13) és (42)
  - Valtteri Bottas: 3 kör (14-15) és (41)
  - Sergio Pérez: 11 kör (16-26)
  - Nico Rosberg: 38 kör (27-40) és (48-71)
  - Fernando Alonso: 5 kör (43-47)
- Nico Rosberg 6. győzelme.
- Felipe Massa 16. pole-pozíciója.
- Sergio Pérez 3. leggyorsabb köre.
- A Mercedes 20. győzelme.
- Nico Rosberg 19., Lewis Hamilton 60., Valtteri Bottas 1. dobogós helyezése.